# Bart Leysen
Bart Leysen, nacido el 10 de febrero de 1969 en Herentals, es un antiguo ciclista belga. Actualmente es director deportivo del Alpecin-Deceuninck.

## Biografía
Profesional de 1991 a 1993, Bart Leysen ganó la E3 Prijs Vlaanderen-Harelbeke y la Schaal Sels en 1995. Su función en los equipos era la de gregario en las clásicas, a pesar de eso consiguió terminar 8.º de la París-Roubaix 1998 con el equipo Mapei, completando el triplete de Franco Ballerini, Andrea Tafi y Wilfried Peeters.
Ha sido mecánico del equipo Quick Step (2003-2004), después responsable de los mecánicos del equipo Davitamon-Lotto, Predictor-Lotto y Silence-Lotto durante 4 años. Entre el 2009 hasta el 2011 fue director deportivo del equipo Team Katusha, actualmente se encuentra ejerciendo el mismo cargo, pero en el equipo belga Alpecin-Deceuninck.

## Palmarés
1990
- Flecha de las Ardenas

1992
- Circuito de la Frontera

1993
- GP Briek Schotte

1995
- E3 Prijs Vlaanderen-Harelbeke
- Schaal Sels

## Resultados en las grandes vueltas

### Tour de Francia
- 1998 : 92.º
- 1999 : 133.º
- 2001 : abandono

### Vuelta a España
- 1995 : 78.º
- 1996 : 77.º